# Ward Cunningham
Ward Cunningham (Michigan City, 26 mei 1949) is een Amerikaans computerprogrammeur en uitvinder van het wikiwiki-concept.

## Geschiedenis
In 1995 ontwikkelde Cunningham het eerste wikicomputerprogramma. Hiermee werd het mogelijk om informatie door meerdere gebruikers in te voeren, bewerken en te wissen. Hij noemde deze nieuwe software WikiWikiWeb, aangetrokken door de alliteratie en de bijpassende afkorting (WWW); 'wiki' betekent 'snel' in het Hawaïaans.

## Biografie
Cunningham studeerde elektrotechniek en informatica aan Purdue University.
Hij kreeg eind jaren tachtig het idee voor het wikiwiki-concept en voerde dit aanvankelijk uit in een HyperCard stack. Op 25 maart 1995 begon hij de eerste wikisite. Deze bestaat nog steeds.
Hij schreef samen met Bo Leuf het boek The Wiki Way (2001) en is een der oprichters van Cunningham & Cunningham Inc.. Cunningham is directeur geweest van de ontwikkelingsafdeling van Wyatt Software, en was hoofdingenieur in het onderzoekslaboratorium van Tektronix. Hij is bekend geworden door:
- ontwikkeling van object-georiënteerd programmeren
- softwareontwikkelmethode die bekendstaat als eXtreme Programming
- gemeenschappen op zijn WikiWikiWeb.
- Agile Manifesto
- oprichten van de Hillside Group
  - programmavoorzitter van de Pattern Languages of Programs-conferentie die door de Hillside Group wordt gesponsord.
- van december 2003 tot eind 2005 werkte hij voor Microsoft in de "patterns & practices" groep.
- daarna heeft hij nog een tijd bij EclipseFoundation gewerkt.

Cunningham woonde in Portland (Oregon). Later verhuisde hij naar Beaverton (ook in Oregon).